# 拉卡兹
拉卡兹（法語：Lacaze，法語發音：[lakaz]）是法国奥克西塔尼大区塔恩省的一个市镇，属于卡斯特尔区。

## 地理
拉卡兹（43°44'18"N, 2°31'12"E）面积46.16 平方千米，位于法国奧克西塔尼大區塔恩省，该省份为法国南部内陆省份，北起顺时针与阿韦龙省、埃罗省、奥德省、上加龙省和塔恩-加龙省接壤。
与拉卡兹接壤的市镇（或旧市镇、城区）包括：丰里约、埃斯佩罗斯、勒马斯诺-马叙吉耶斯、赖萨克、圣皮埃尔-德特里维西、瓦布尔、维亚讷。

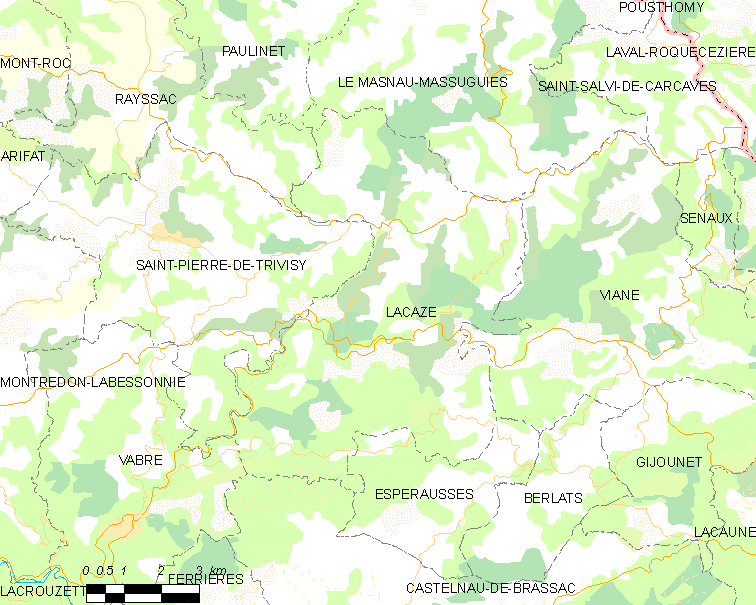
拉卡兹的OSM定位图

拉卡兹的时区为UTC+01:00、UTC+02:00（夏令时）。

## 行政
拉卡兹的邮政编码为81330，INSEE市镇编码为81125。

## 政治
拉卡兹所属的省级选区为奥克高地县。

## 人口

1962-2008年间拉卡兹人口变化图示

拉卡兹于2022年1月1日时的人口数量为317人。